# Agrias amydon
Agrias amydon is een vlinder uit de familie van de Nymphalidae. De wetenschappelijke naam van de soort is voor het eerst geldig gepubliceerd in 1853 door William Chapman Hewitson.